# Andrés de la Cruz
Andrés « Andy » de la Cruz, né en 1923, est un ancien joueur philippin de basket-ball.